# Dalfors
Dalfors är en ort i Ore socken, Rättviks kommun. Orten ligger vid Länsväg 296 och länsväg 301 och vid nordvästra stranden av Amungen. Orten ligger på platsen för Dalfors bruk.
Byn Amungsböle omtalas första gången i ett dokument sannolikt från 1320 i samband med en tvist om gränsen mellan Hälsingland och Dalarna. Av allt att döma var Amungsböle då ett nyanlagt nybygge som Hälsingekarlarna anlagt. Amungsböle räknades till Alfta socken i Hälsingland ända fram till Ore socken bildas 1607, och upptas ännu 1608 i jordeboken där. 1631 anges Amungsböle bestå av tre gårdar. När Dalfors bruk anlades lades två tredjedelar av byn under bruket, den kvarvarande delen kom att leva kvar under den förkortade namnformen Böle. Ett skjutsställe fanns från mitten av 1700-talet i Böle. Några kärror tillhandahölls inte för resande mot Hälsingland, då vägen inte klarade några vagnar utan enbart var ridstig. Med början 1815 byggdes Kårbölevägen, föregångaren till länsväg 296. Under 1850- och 1860-talen drevs gästgiveri och krogrörelse i byn. Trädgårdsmästaren Petter Söderlund drev på 1840-talet en handelsbod i Dalfors, efter att han drunknat 1850 drev dock hustrun endast vidare handelsboken en kort tid. Johan Reinhold Aspman kom till Dalfors i slutet av 1850-talet och öppnade partihandel med viner och en liten diversehandel. Han köpte 1877 Dalfors bruk, men gjorde en jätteförlust på en olycklig vinkredit och måste sälja bruket. Efter kraschen ägnade han sig åt möbelsnickeri. Han skötte även skjutsstationen och gästgiveri i liten skala. Hans hustru fortsatte senare handelsboden under lång tid. 1878 inrättades nya "Gästis". Under byggandet av järnvägslinjen Bollnäs–Orsa fick gästgiveriet ett uppsving, men förlorade efter att den invigts sin betydelse. Verksamheten fortsatte dock och flyttades någon gång efter 1906 till Dalfors järnvägsstation. Verksamheten upphörde 1960, i samband med att järnvägen lades ned. 1906–1929 var Dalfors ångsåg i drift. En skola i Dalfors uppfördes 1855 i slaggtegel. Den var i bruk ända fram till nedläggningen 1969.
Järnvägen kom aldrig att dras igenom Dalfors, utan ett stickspår på tre kilometer gick från stationen i Göringen ned till Dalfors. En viktig orsak till stickspåret anlades var malmtransporterna från Flätsbo gruva, som skedde med pråmar över Amungen till Dalfors och sedan vidare med järnväg.
Från 1890-talet och fram till omkring 1920 gick även ångaren Carl i linjetrafik mellan byarna kring Amungen till Dalfors kaj. Kol transporterades med pråmar över Amungen och förvarades i kolhus vid kajen, för vidare transport med järnvägen.
En konsumtionsförening skapades 1918 och 1919 inrättades den första butiken i en gammal smedja i Dalfors. Efter en ombyggnad 1921 inrättades en förbättrad butik med föreståndar- och biträdeslägenheter 1921. 1939 uppfördes en ny konsumbutik.
Under 1940-talet var det full aktivitet i Dalfors med mycket kolare, huggare och körare verksamma i trakten. Under 1950-talet blev det dock en nedgång, järnvägstrafiken minskade och 1960 lades stationen ned. 1968 lade Kornäs-Marma ned Dalforsförvaltningen av sina skogar och 1969 drogs skolan i Dalfors in.

## Tät- och småort
1960 avgränsade SCB en tätort med 209 invånare. 1965 hade folkmängden minskat och tätorten upplöstes.
1990 avgränsade SCB en småort med beteckningen Dalfors och Böle med 58 invånare. 2005 hade folkmängden minskat ytterligare, och småorten upplöstes.